# Rhöner Platt
Rhöner Platt (auch Rhönerisch oder Rhönisch) ist der Dialekt bzw. die Mundart (vgl. Platt), der bzw. die in der Rhön gesprochen wird.

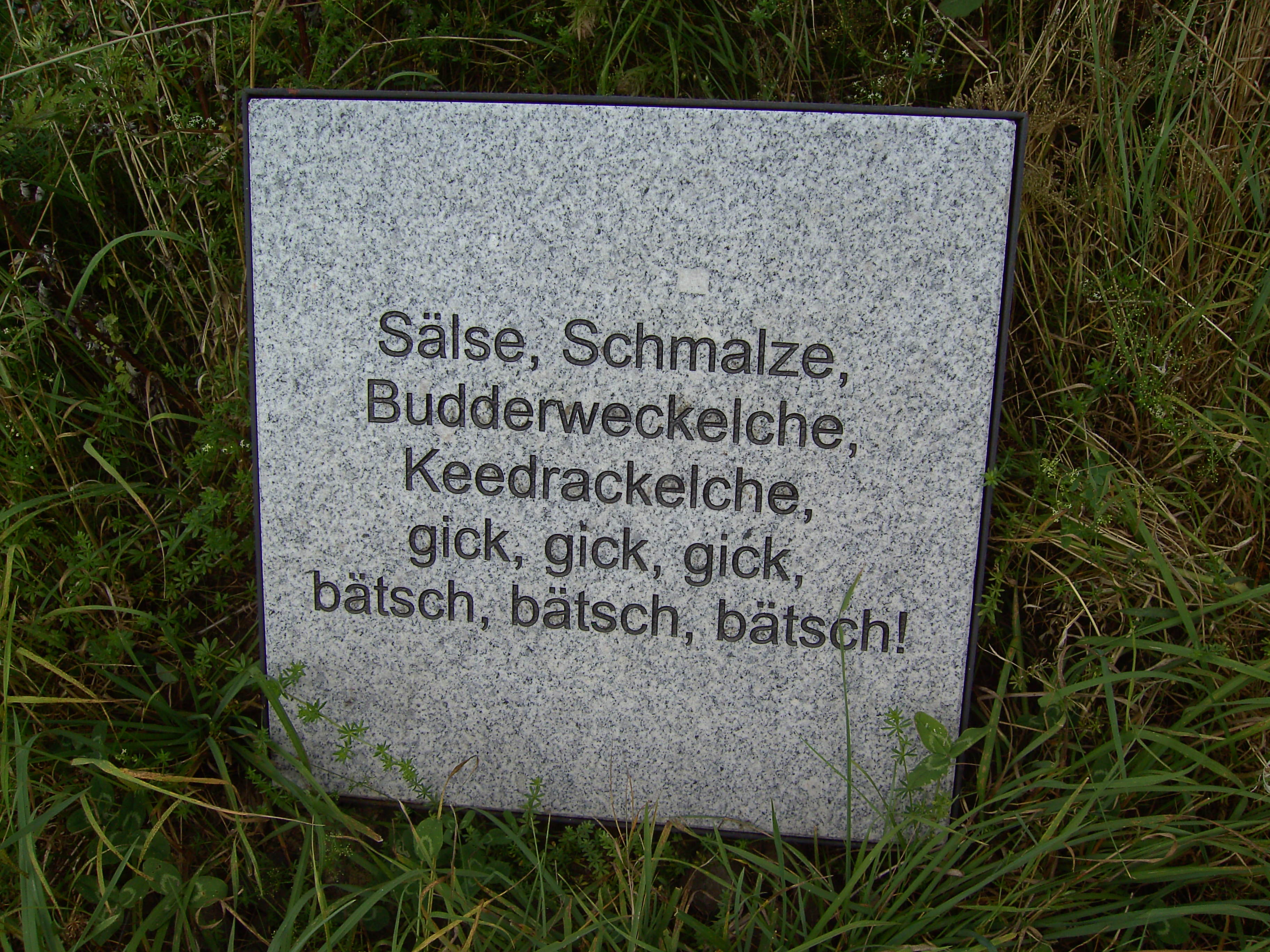
Eine Mundarttafel in Rhöner Platt am Kegelspielradweg

Die Rhön erstreckt sich über die drei Bundesländer Bayern, Hessen und Thüringen. Man kann danach grob den Rhöner Dialekt untergliedern. Allerdings unterscheidet sich die Mundart oft auch schon von Dorf zu Dorf.

## Rhöner Dialekt in Thüringen, Hessen und Bayern

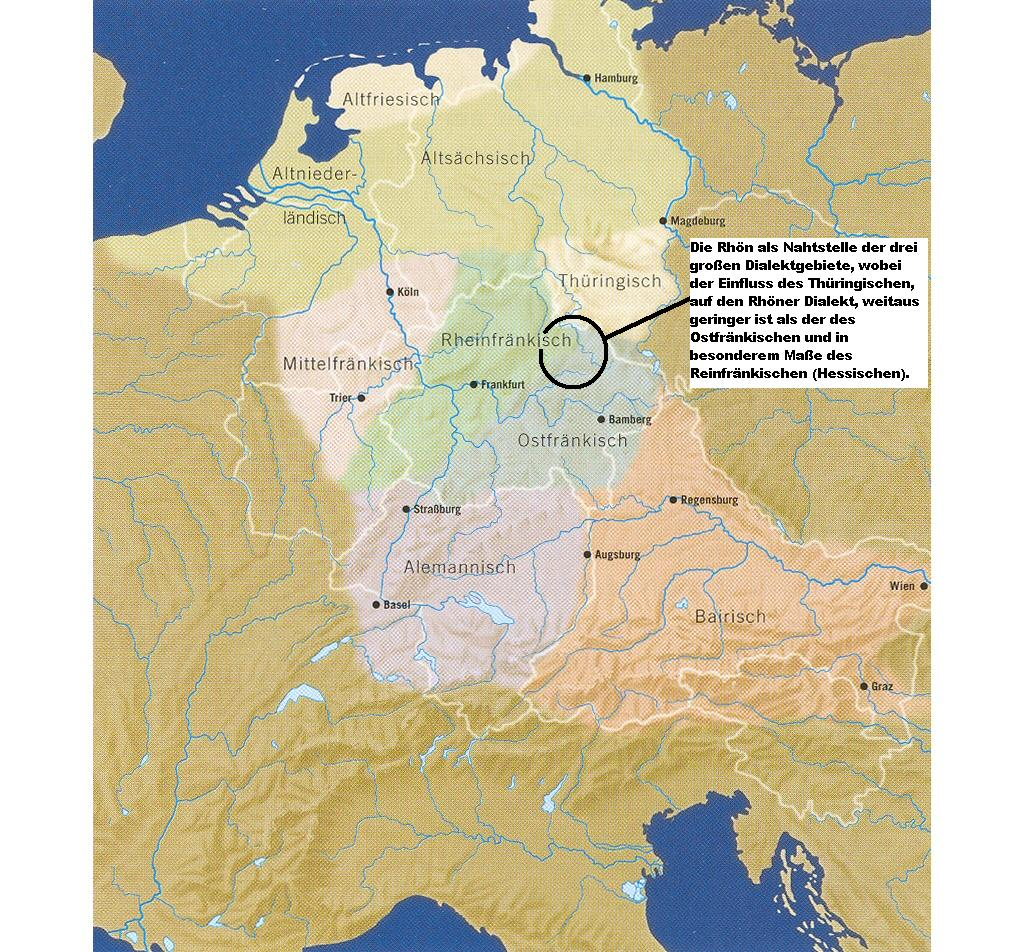
Die Rhön als Nahtstelle zwischen verschiedenen Dialektgebieten. Die Karte zeigt eine mutmaßliche mittelalterliche Verbreitung der alten Stammesdialekte und ist nur sehr bedingt auf heutige Dialektgrenzen übertragbar

Das „Rhöner Platt“ Thüringens und Hessens liegt im Übergangsbereich zweier deutlich voneinander abgrenzbarer Sprachgebiete, dem ostfränkischen und dem osthessischen Dialektgebiet. Die Grenze verläuft durch die gesamte Rhön von Süd-West nach Nord–Ost. Das hat zur Folge, dass man sehr starke osthessisch-rheinfränkische Parallelen auf einer Linie von Fulda über Tann bis südlich von Bad Salzungen erkennen kann, währenddessen östlich dieser Sprachgrenze ostfränkische Mundarten des Hennebergischen bzw. weiter südlich in der bayerischen Rhön des Grabfeldischen gesprochen werden.
Die gesprochenen Dialekte verdeutlichen die Besiedlungsgeschichte der Rhön und ihrer angrenzenden Territorien, welche noch in die Zeit Karls des Großen zurückgehen dürfte und sich in mehreren Etappen vollzog. Abgesehen von der keltischen Urbesiedlung wurden die ersten germanischen Siedlungen vermutlich von Chatten und Hermunduren, den späteren Thüringern, gegründet. Es ist auch zu vermuten, dass Alemannen dieses Gebiet durchzogen und zum Beispiel Orten mit -ingen und -ungen ihre Namen gaben (Beispiele: Wasungen, Meiningen, Salzungen, Breitungen, Behrungen, Fladungen …).
Nach der Eroberung des Thüringer Reiches vom 5. bis 8. Jahrhundert drängten fränkische Siedler die einst bis an den Main siedelnden Thüringer bis über den Rennsteig zurück. Da es im Gebiet um Bad Salzungen immer wieder zu erbitterten Machtkämpfen um die existierenden Salzquellen kam, entstand hier ein Mischdialekt aus ostfränkischen, osthessischen und westthüringischen Mundarten, was den ständigen Wechsel der hiesigen Machtverhältnisse verdeutlicht. Diese nördlich der Rhön gelegene Übergangszone wird nach dem heutigen Stand der Sprachforschung dem westthüringischen Dialektgebiet zugeordnet.
Im als Hennebergisch bezeichnete Dialekt südlich des Salzbogens sucht man die für das Westthüringische typischen sprachlichen Charakteristika sowie die dafür typische Sprachmelodik vergebens.
Betrachtet man die Sprache der Rhön im Zusammenhang, kann man kaum thüringisch-obersächsische Parallelen feststellen und der „Uiswäardije“ (Auswärtige) wird meinen, er sei schon in Hessen oder Franken.

## Sprachgebrauch heute
Um den Kindern Schwierigkeiten in der Schule und insbesondere im Deutschunterricht zu ersparen, sprachen ihre Eltern mit ihnen spätestens seit den 1970er Jahren meist nur noch Hochdeutsch, was dazu führte, dass man die Mundart auf den Dörfern heute nur noch selten hört. Die Generation der heute 25- bis 35-Jährigen versteht die Mundart zwar noch, spricht sie aber – da in aktiver Anwendung kaum mit ihr vertraut – nicht mehr. Die ältere Generation (ab 50 etwa) wechselt fließend je nach gerade angesprochenem Gesprächspartner. Nur für die über 70-Jährigen scheint das Rhöner Platt die vertrautere und bevorzugte Sprache zu sein.

## Regionale Besonderheiten
In diesem Artikel werden für die Dialektbetrachtung die ausgesuchten Wörter der Sprachforschung, wie z. B. Apfel, Wein, Mann etc., bewusst nicht einbezogen, da man damit das Gesamtbild einer Sprache, gerade in Grenzregionen und Übergangsbereichen, fast vollständig verzerrt. In einem Wörterbuch oder beim Festlegen von Dialektgrenzen, wären eventuell die Eigenheit des „B“ für „W“ bei Fragewörtern oder die Bezeichnung für Gestern „Nächde“ ein entscheidendes Kriterium.

### Beispiele aus der Hessischen und Thüringischen Rhön und Vorderrhön
Charakteristisch für die gesamte Rhön und das Henneberger Land ist, dass bei Fragewörtern der Anlaut W, zu einem B wird.
Aus wie wird bie, was – boas, warum – boarümm und so weiter.
Beispiel: „Wer es nicht glaubt, soll es mauern.“ – Baers ned glaid, d’r müerds.
Eine weitere Besonderheit ist die Verwendung des Vollverbs im endungslosen Infinitiv plus ge- nach der Verwendung der Hilfsverben „können“ und „mögen“.
Beispiel: „Dou konnst jetz net nuisgegeh!“ oder „Dou konnst mich moa hoggel getroar!“
Ostfränkisch ist z. B. die Bezeichnung für Hausflur, welcher fast überall (Hus-, Huis-) Earrn genannt wird. Auch der/das Weck oder das Weckle (Weag/Weagle/Weagje) sind noch zu finden, obwohl sich oftmals das Brötchen durchsetzt.
Wie unsere germanischen Vorfahren bezeichnet der Rhöner die Tage vor dem Heute noch immer als Nächde. Die Germanen zählten nicht die Tage, sondern die Nächte, welche vergangen sind. Außer in der Rhön und im Hennebergischen hat sich diese Bezeichnung nur noch in einigen Gebieten Österreichs erhalten.
In Osthessen nennt man ein Hefeteigbrot Schorrn, in der Rhön und in den angrenzenden Gebieten wird der Christstollen so genannt, welcher aus Hefeteig hergestellt wird.
Das hessische bämbeln für hängen, eiwie (allewie) für jetzt und iwes für irgend oder kutte für tauschen, hört man hier genauso wie das thüringische Kärrnje für einen kleinen Wagen, dämmeln für treten. Klöße nennt man Hütes, welche nicht durch „Drehen“ geformt werden, sondern durch „Hullern“.
Einen guten Einblick in das „Platt“ der Thüringischen Rhön und Vorderrhön liefern u. a. der Dichter und Sagensammler Christian Ludwig Wucke in seinem Buch Uis minner Haimet und im Gedichtband Rhönklänge der Mundartdichter August Herbart.

#### Lautverschiebungen
Im Hoch- und Spätmittelalter wurden die mittelhochdeutschen Langvokale î, û, iu zu den Zweilauten ei, au, äu/eu diphthongiert („neuhochdeutsche Diphthongierung“). Die schriftliche Verbreitung setzte im 12. Jahrhundert aus dem südlichen Raum ein und tauchte erstmals in Kärntner Urkunden auf. In einigen neuhochdeutschen Mundarten blieben jedoch die alten mittelhochdeutschen Langlaute erhalten (nordhessische und nordthüringische Dialekte, alemannische Dialekte im Südwesten). Beispiel: mîn → mein, Hûs → Haus, hiut → heute.

##### Diphthongierung mittelhochdeutschû→uioder Bewahrung alsuoder palatalisiertesü
Beispiele:
- Aus mittelhochdeutsch hûs (neuhochdeutsch „Haus“) wird je nach Dialekt entweder Huis oder Hus bleibt erhalten; in einigen Dörfern wird letzteres zu Hüüs palatalisiert.

- Wir sind aus dem Haus raus gegangen. „Mei senn uis'm Huis ruis goange“

##### Vorsilbeei→ih
Beispiele:
- Aus eingekauft wird ihn'käuwd; ihn'kaiwd oder südlicher ihn'köuwt.

- Was hast du gestern eingekauft? „Boas hoast dou nächde ihn'käuft?“

eingeben → inga
einschenken → inscheank
Einkommen → Inkomm

##### Diphthong-ei
-ei wird nicht wie im Hochdeutschen (er weiß, heiraten, …) gesprochen.
Die Aussprache dieses Umlautes gleicht dem Ruf „Hey“, also einem -äj.

##### Dera-Laut →oa
Beispiele:
- Aus der Zahl acht wird oacht, aus gedacht wird gedoacht, aus was wird boas.

- Was machst du heute um acht? Boas moachst dou hitt (hütt) omm (ümm) oacht?

Achtung, Ausnahme! Aus Arbeit wird nicht Oarwed, sondern Ärrwwed.

#### Einzelwörter
| Abendbrot                           | Noachtässe/Oamdässe                         |                                   |
| anders                              | onnerschd                                   |                                   |
| Arbeit                              | Ärwed                                       |                                   |
| aus                                 | uis                                         |                                   |
| Ausrede                             | Uisrede                                     |                                   |
| baumeln, hängen                     | bämbel                                      |                                   |
| Bohnen                              | Buinn, Boarn                                |                                   |
| Bonbon                              | Zockerstei                                  |                                   |
| Bremsen (Insekt)                    | Braeme                                      |                                   |
| damals                              | (dän-)sellma/sellichma (von selbmal)        |                                   |
| Decke                               | Kolder                                      |                                   |
| Deichsel                            | Gischel                                     |                                   |
| Dorf                                | Duurf                                       |                                   |
| Essensreste (nicht verwertet)       | *Oads, Oadse                                | *„Oads ned so rümm!“              |
| Essen vom Vortag (übriggebliebenes) | Ewwerläng's                                 |                                   |
| etwa                                | *ängst                                      | *„Weisd dous ängst bäss'r ?“      |
| etwas                               | ebbes                                       |                                   |
| Friedhof                            | Kehrfet/Keerfich/Kirfich/Gottsoagger        |                                   |
| genügen/ausreichen                  | *schäcken                                   | *Äs schäckt!                      |
| gestern                             | naächte                                     |                                   |
| Großmutter                          | Äller                                       |                                   |
| Großvater                           | Ällerfoad’r                                 |                                   |
| Hausflur                            | (Huis-)earrn                                |                                   |
| heiraten                            | frej                                        |                                   |
| irgend (irgendwie)                  | *iwes(-d) (iwesbie)                         | *„Bann ech iwes (-d) äbbes feng!“ |
| Jacke                               | Motze                                       |                                   |
| Junge                               | Jong (Jöngje)/Buur/Buuh                     |                                   |
| Kinder                              | Wännsd                                      |                                   |
| Klöße                               | Hüt's (Hütes, Hödes)                        |                                   |
| Kopf (im Sinne von Haupt)           | Haid                                        |                                   |
| Kopf (oft im Gebrauch)              | Koop                                        |                                   |
| überhaupt nicht                     | ewwrhaid ned                                |                                   |
| Kopftuch                            | Haidleappje, Huudl                          |                                   |
| Küken                               | Liffche, Lüffche, Gobbelle                  |                                   |
| Lumpen, Stofffetzen                 | Huddel                                      |                                   |
| Linkshänder                         | Läinkdoadsch                                |                                   |
| Milch                               | Mellich                                     |                                   |
| Möhren                              | Gaale Röbe/Röwe                             |                                   |
| Nacken                              | Ahnk                                        |                                   |
| Ohrfeige                            | Doachtel, Urfier                            |                                   |
| Patenonkel                          | Pädder                                      |                                   |
| Patentante                          | Död                                         |                                   |
| Pfarrer                             | Pfoar                                       |                                   |
| Pumpenbrunnen/Wasserpumpe           | Boumbelborn                                 |                                   |
| Quark                               | Madde                                       |                                   |
| rollen                              | hullern                                     |                                   |
| Schubkarren                         | Roadwänn                                    |                                   |
| Schwartemagen                       | Schwoatemoache                              |                                   |
| Stift                               | Schriestegge                                |                                   |
| St. Nikolaus                        | Herrsche-Kloas/henneb. Herrsche-Robbenickel |                                   |
| Stollen (Christ~/Weihnachts~)       | Schittche, Schoarrn                         |                                   |
| Strümpfe/Hausschuhe                 | Förbes / Förwese                            |                                   |
| Süßigkeiten                         | Schnupp, Geschnöpp                          |                                   |
| Süßigkeiten essen                   | schnuppen                                   |                                   |
| Taschentücher (Schnupftücher)       | Schnoppdöcher                               |                                   |
| Tauschen                            | Kutten                                      |                                   |
| Vogel                               | Voichel                                     |                                   |
| Vogelhaus                           | Voichelshuis                                |                                   |
| vorhin                              | elärt                                       |                                   |
| wählerisch sein (im Bereich Essen)  | verschnuppt sein                            |                                   |
| weiter                              | widderschd                                  |                                   |
| Wort                                | Wuurd                                       |                                   |
| Zeit                                | Zied                                        |                                   |
| Zigeuner                            | Zichiener/Zichüner                          |                                   |
| Wurst                               | Worscht                                     |                                   |
| Zwetschgen                          | Quoatsche/Quätsche                          |                                   |

#### Fragewörter
| wie?     | bie?                      |
| wer?     | bär(r)?                   |
| was?     | boas?                     |
| warum?   | barömm? (b'rümm?)         |
| wohin?   | bohien? (bohi?)           |
| woher?   | bohäer? (buhaer?)         |
| welcher? | beller? (beanner?)        |
| wieviel? | befill? (büffel? böffel?) |

#### Ortsnamen
| Bastheim                  | Bosde                   |
| Bischofsheim              | Böscheme                |
| Bimbach                   | Bimmich                 |
| Breitungen                | Breidje                 |
| Büchenberg                | Böchemich               |
| Behrungen                 | Banninge                |
| Bremen                    | Brame                   |
| Dalherda                  | Dalher                  |
| Dermbach                  | Dermich                 |
| Dietershausen (Künzell)   | Deedeschhüüse           |
| Dietlas                   | Dädels                  |
| Döllbach                  | Dellwich                |
| Dorndorf                  | Dornef                  |
| Eichenzell                | Eichezäll               |
| Etterwinden               | Addewinne               |
| Findlos                   | Fönngels                |
| Fischbach                 | Füschbich               |
| Fladungen                 | Flädinge                |
| Frankenheim               | Frankeme                |
| Friedelshausen            | Freggelshuuse           |
| Fulda                     | Foll                    |
| Geisa                     | Gais                    |
| Grüsselbach               | Grisselmich             |
| Großenlüder               | Lieder                  |
| Großentaft                | Doft                    |
| Günthers                  | Geundesch               |
| Gumpelstadt               | Geumplstädt             |
| Haselbach                 | Höselbich               |
| Haselstein                | Hollstei                |
| Hilders                   | Häldesch                |
| Hofaschenbach             | Äschemich               |
| Immelborn                 | Immubuon                |
| Kaltenborn                | Kalleborn               |
| Jüchsen                   | Jüsse                   |
| Kaltenlengsfeld           | Längsfd                 |
|                           |                         |
| Kaltennordheim            | Nurde                   |
| Kaltensundheim            | Soinde                  |
| Kaltenwestheim            | Wääsde                  |
| Kirchhasel                | Hoasel                  |
| Kranlucken                | Kroalegge               |
| Lahrbach                  | Loahrbich               |
| Meiningen                 | Meeninge bzw. Mäninge   |
| Margretenhaun             | Magredehui              |
| Malges                    | Malles                  |
| Mellrichstadt             | Mellerscht              |
| Münnerstadt               | Mürscht                 |
| Bad Neustadt an der Saale | Neuscht                 |
| Neubrunn                  | Neubrünn                |
| Petersberg                | Pedäschbärch            |
| Pilgerzell                | Beichezell              |
| Pleß(berg)                | Bläss(baerk)            |
| Rippershausen             | Ripperschuuse           |
| Roßbach                   | Rossbich                |
| Salzungen                 | Sälzenge                |
| Schmalnau                 | Schmalnor               |
| Schwarzbach               | Schworzbich             |
| Simmershausen             | Semmerschuse            |
| Steinbach                 | Steimich                |
| Spahl                     | Spohl                   |
| Thalau                    | Dohle                   |
| Tiefenort                 | Defferte                |
| Ufhausen                  | Fuse                    |
| Unteralba                 | Öngerall                |
| Unterkatz                 | Ünerkatz                |
| Unterufhausen             | Engerfuse               |
| Unterweid                 | Öngerwied               |
| Vacha                     | Fach                    |
| Wechterswinkel            | Gluaschde (von Kloster) |
| Weilar                    | Wiler                   |
| Wendershausen             | Wengerschhuse           |
| Wernshausen               | Wernshuse               |
| Wasungen                  | Woasinge                |
| Wittges                   | Wittes                  |
| Wüstensachsen             | Soarse                  |
| Zillbach (bei Eichenzell) | Zillwich                |

#### Satz-Beispiele
| Hochdeutsch                                  | Platt                                           | Hörprobe |
| -------------------------------------------- | ----------------------------------------------- | -------- |
| Wenn wir reden, versteht ihr kein Wort mehr! | Boann mäi schwoaddze, foastädd äi käi wúrd mää! |          |
| Mach was Du willst!                          | Moch bos de west!                               |          |
| Es regt und rührt sich nichts.               | 's raed uon rebbeld sech nöschd.                |          |
| Wir gehen arbeiten.                          | Mäi genn ärwed.                                 |          |
| Halte deinen Mund!                           | Hall’s Muill! (Moach kai geblärr!)              | Anhörenⓘ |
| Gestern waren wir auf dem Friedhof.          | Nächde sinn mai uif’m Kerfech gewoasd.          | Anhörenⓘ |
| Das war ein alter Lump!                      | Doas woar’ a aller Huiddich!                    |          |
| Es gibt noch Kraut von Gestern.              | s gitt noach ewwerlängs Kruid vuon nächde.      | Anhörenⓘ |
| Er will heiraten.                            | e gedd off de Frejerej.                         |          |
| Komm einmal zu mir!                          | Ge' ma haa!/Kömm (Kimm) moa bäi mech!           |          |
| Er trinkt zuerst ein Bier.                   | Doa pfizd e ärschd e Gaales.                    |          |

### Bayerische Rhön/Thüringen südlich des Salzbogens

#### Aussprache
Bei der Aussprache der Wörter kommt es häufig zu Lautverschiebungen:
| aus | wird     |  | aus | wird |
| a   | o, å     |  | e   | ä    |
| i   | i(e), ai |  | o   | ü    |
| u   | u(o), au |  | t   | d    |
| p   | b        |  | w   | b    |

#### Beispiele
| Moggele                   | Kalb                                                 |
| Hammele                   | Lamm, Schäfchen                                      |
| Hebbele                   | Zicklein, kleine Ziege                               |
| Håsebabele                | Hase, Häschen                                        |
| Gobbele                   | Huhn                                                 |
| Gööger                    | Hahn                                                 |
| Eer                       | Eier („de Eer sen schlacht“: Die Eier sind schlecht) |
| Läüskaaber                | Lausejunge                                           |
| Kaind                     | Kind                                                 |
| Buu                       | Bub, Junge                                           |
| Käuzi                     | Junge                                                |
| Fraa                      | Frau                                                 |
| Moo                       | Mann                                                 |
| Weißbill                  | Mädchen, junge Frau                                  |
| uendisnächde / füürnachte | vorgestern                                           |
| Drabbe                    | Treppe                                               |
| äbbes                     | etwas                                                |
| Huudl                     | Kopftuch                                             |
| Oadse                     | übriggebliebene Reste                                |
| Dambesse                  | Kartoffelpuffer                                      |
| Schoifelich               | Bratkartoffeln                                       |
| Schdroddse                | Jauche, Gülle                                        |
| Bås hasde gsöhd?          | Was hast du gesagt?                                  |
| Mer sinn hemm gange.      | Wir sind heim gegangen.                              |
| Die Rhüe is schüe.        | Die Rhön ist schön.                                  |
| Bu is har dann?           | Wo ist er denn?                                      |